# Cal Font (Solsona)
Cal Font és una construcció de Solsona catalogada com a Bé Cultural d'Interès Local.

## Descripció
Edifici entre mitgeres situat a la plaça de Sant Pere, de planta baixa i dues plantes, té la façana esgrafiada atribuïda a August Font, encara que segurament són anteriors. La datació de l'edifici podria ser del segle xvii, encara que molt modificada durant el segle xix. Té un pas sota muralla fins al Vallcalent i tenia una antiga torre de la muralla annexada a la façana de migdia. Destaquen els sis caps de biga de la barbacana. El parament de la planta baixa és de pedra picada.

## Història
Va ser la casa familiar de l'arquitecte August Font i Carreras, que va fer a Solsona el cambril del Claustre i altres cases de famílies nobles com Ca l'Aguilar.
Es va restaurar el 1961 per a ubicar-hi una oficina de la Caixa, nom amb el qual encara es coneix l'edifici.